# Vila Presidente Vargas (Brumado)
Vila Presidente Vargas é um bairro do município de Brumado, Sudoeste do estado brasileiro da Bahia, Região Nordeste do País. Está localizado a nove quilômetros do centro da cidade, nas imediações da Serra das Éguas e possuia uma população estimada em 3.200 habitantes (dados de 2016). No bairro está localizada a empresa de mineração Mgnesita Refratários.

## História
No início de sua formação, a vila era denominada simplesmente de “Os Nove”, por ficar distante do centro da cidade nove quilômetros. Inicialmente, a vila era denominada simplesmente de “Os nove”, por estar situada a 9 km da sede do município. Foi criada por funcionários da empresa Magnesita S.A. para ficar mais próximos da empresa fabricante de tijolos refratários de Magnesita. Depois da morte do presidente Getúlio Vargas, os primeiros habitantes decidiram homenagear o presidente, denominando-a, assim, como Vila Presidente Vargas. Apesar de está afastada da sede do município, a vila é registrada nos dados territoriais como zona urbana.
A Vila Presidente Vargas surgiu em meados da década de 1940, quando a empresa Magnesita realizava suas instalações. Nesse período, a notícia da descoberta das minas já corria o Estado e o País, e assim, a cidade estava conquistando novos moradores, e muitos deles viam atraídos pela oferta de emprego oferecida pela mineradora. Nesse mesmo período foi formada também a Vila Catiboaba (condomínio fechado em frente à empresa), que foi construída com objetivo de acomodar os funcionários especializados que vinham para trabalhar nas instalações e manutenção industriais. Três fatores contribuíram para o crescimento do bairro: a instalação da empresa Magnesita, a presença da BR-030, que corta o bairro, e a construção da ferrovia Rede Ferroviária Federal (RFFSA), que foi construída para facilitar o transporte do minério.

## Geografia e meio ambiente
Localizado aos pés da Serra das Éguas, às margens da BR-030, sendo atravessado pela Ferrovia Centro-Atlântica, o bairro faz limite com o Bairro Cinco e a Comunidade de Campo Seco (zona rural), onde o marco divisor é o Rio do Antônio e os moradores usam uma ponte pênsil para atravessar.
É justamente devido à localização que o bairro é afetado pela poluição causada pelo lançamento de gases tóxicos e pó, provenientes da indústria de mineração que ali se localiza. Embora se afirme que a empresa trabalha cumprindo determinações das leis ambientais, como uso de filtros, os moradores tem reclamado da fumaça e do pó, muitos afirmam ter adquirido doença pulmonar, por conta da poluição.

## Infraestrutura
Embora o bairro tenha crescido de forma desordenada desde o seu surgimento, vem recebendo investimentos em infraestrutura, como em pavimentação, esporte e lazer. Conta com uma unidade básica de saúde (UBS) e um centro de referência de assistência social (CRAS); um campo de futebol gramado, uma quadra poliesportiva, algumas praças e escolas de ensino fundamental e infantil, além de uma creche. O bairro possui rede de água tratada pela Empresa Baiana de Águas e Saneamento (Embasa), rede de energia elétrica suprida pela Companhia de Eletricidade do Estado da Bahia (Coelba) e rede de esgoto canalizado, porém, não tratado.  